# Franciszek Solano
Franciszek Solano, właśc. hiszp. Francisco Sánchez Solano Jiménez (ur. 10 marca 1549 w Montilli, zm. 14 lipca 1610 w Limie) – hiszpański prezbiter i franciszkanin alkantarzysta (OFM), misjonarz, święty Kościoła katolickiego, zwany Cudotwórcą Nowego Świata.
Nauki pobierał u jezuitów. Mając 20 lat wstąpił do alkantarzystów, gałęzi Zakonu Braci Mniejszych. Pełnił funkcje magistra nowicjatu i gwardiana. Był również kaznodzieją wędrownym i uzdolnionym muzycznie.
W 1589 wyjechał na misję do Ameryki Południowej. Podróż zakończyła się katastrofą. Franciszek wraz z 80 świeżo ochrzczonymi Murzynami dwa miesiące przebywał na bezludnej wyspie, póki nie przypłynął kolejny statek. Obszarem jego pracy misyjnej były dzisiejsze terytoria Argentyny, Paragwaju, Boliwii i Peru. Przez 15 lat przemierzał tamte tereny nauczając i chrzcząc ogromną rzeszę Indian. Zmarł w Limie 14 lipca 1610 roku.
Autor pierwszego katechizmu, podręcznika gramatyki i słownika języka guarani.
Został beatyfikowany w 1675, a kanonizowany 51 lat później, w 1726.
Jest orędownikiem przeciw trzęsieniom ziemi.
Patronuje Limie i całej Ameryce Południowej oraz państwom: Argentynie, Boliwii, Chile, Paragwaju i Peru.
W ikonografii przedstawiany jest z Indianami lub gdy gra na skrzypcach.
Jego wspomnienie liturgiczne w Kościele katolickim obchodzone jest w dzienną pamiątkę śmierci (14 lipca). Zakony franciszkańskie wspominają świętego dzień wcześniej (13 lipca).